# دانييل أدجي
دانييل ياو أدجي (بالإنجليزية: Daniel Yaw Adjei) (مواليد 10 نوفمبر 1989 في دانسومان) لاعب كرة قدم غاني يلعب حاليا لصالح نادي ليبيرتي بروفيشينالز الغاني .

## روابط خارجية
- دانييل أدجي على موقع الاتحاد الدولي (مؤرشف)  (الإنجليزية)
- دانييل أدجي على موقع قاعدة بيانات كرة القدم.إي يو (الإنجليزية)
- دانييل أدجي على موقع ناشيونال فوتبول تيمز (الإنجليزية)
- دانييل أدجي على موقع Soccerway.com (الإنجليزية)
- دانييل أدجي على موقع عالم كرة القدم.نت (الإنجليزية)
- دانييل أدجي على موقع كووورة
- دانييل أدجي على موقع AS.com (الإسبانية)